# Thermoniphas alberici
Thermoniphas alberici är en fjärilsart som beskrevs av Abel Dufrane 1945. Thermoniphas alberici ingår i släktet Thermoniphas och familjen juvelvingar. Inga underarter finns listade i Catalogue of Life.